# Aldo Lazzarín Stella
Aldo Maria Lazzarín Stella OSM (* 13. Dezember 1926 in Selvi, Volpago del Montello, Venetien, Italien; † 16. Oktober 2010 in Negrar, Venetien, Italien) war ein römisch-katholischer Ordensgeistlicher und Apostolischer Vikar von Aysén.

## Leben
Lazzarín Stella trat der Ordensgemeinschaft des Missionsordens der Serviten bei und studierte an der Päpstlich-theologischen Fakultät Marianum in Rom, der ordenseigenen theologischen Hochschule der Serviten. Am 8. April 1950 empfing er in der Lateranbasilika durch Erzbischof Luigi Traglia die Priesterweihe. Er war Generalsuperior der Serviten von 1965 bis 1976. Von 1976 bis 1982 war er Provinzial seines Ordens in Chile und Bolivien sowie von 1982 bis 1989 in Argentinien.
1989 wurde er von Papst Johannes Paul II. zum Titularbischof von Tigisi in Numidia ernannt und zum Apostolischen Vikar des Apostolischen Vikariats Aysén in Chile bestellt. Die Bischofsweihe spendete ihm am 13. August 1989 der Erzbischof von Puerto Montt, Savino Cazzaro Bertollo OSM; Mitkonsekratoren waren Carlos González Cruchaga, Bischof von Talca, und Sergio Otoniel Contreras Navia, Bischof von Temuco. Sein Wahlspruch lautete Respice Stellam (lat. „Schau auf den Stern“), bezieht sich auf die als „Stella maris“ verehrte Muttergottes und ist einer Predigt des hl. Bernhard von Clairvaux entnommen.
Seinem Rücktrittsgesuch wurde 1998 durch Papst Johannes Paul II. stattgegeben.